# تسويق في مدارس
التسويق في المدارس هو ظاهرة واسعة الانتشار تقوم فيها المدارس بتوقيع عقود تتيح لـشركات تجارية معينة القيام بأنشطة تسويقية في مرافق المدرسة، وذلك في مجال الإعلان في المقام الأول. فعلى سبيل المثال، قد تسمح مدرسة ما لماركة واحدة من ماركات المشروبات الغازية بالبيع في آلة البيع في المدرسة؛ وفي المقابل، تدفع شركة المشروبات الغازية المقابل للمدرسة (عادةً في صورة مال، ولكنها قد تدفع أيضًا أي تعويضٍ آخر، مثل بناء مرافق جديدة أو دفع ثمن مستلزمات المدرسة). وتشير العبارة عادةً إلى الترتيبات التي تقوم بها المدارس الابتدائية أو المدارس الثانوية، أكثر من التعليم العالي؛ نظرًا لأن هذا النوع من التسويق يُنظَر إليه على أنه يستهدف الأطفال، لذلك هو أمرٌ يثير الكثير من الجدل. ومن بين الأمثلة على ذلك برنامج أخبار القناة الأولى، وهو برنامج تليفزيوني، ينتمي لنوعية البرامج التعليمية، يَعرِض مادة إعلانية في المدارس لمدة دقيقتين.  ويُعرَض برنامج أخبار القناة الأولى في أكثر من 11500 مدرسة إعدادية وثانوية عبر الولايات المتحدة، ويصل إلى 7.7 مليون طالب.
ويرى الكثيرون أن هذه الممارسة مُستَهجَنة.  فيجادل البعض بأنها يمكن أن تشجع السلوك غير الصحي لدى الأطفال؛ على سبيل المثال، تناول الصودا أو استهلاك الوجبات السريعة. وبوجهٍ أعم، يعترض البعض على فكرة التسويق للأطفال كليةً، خوفًا من سهولة تأثرهم ومن كون هذا النوع من التسويق غير أخلاقي، أو من تعارضه مع القيم التي يودون تعليمها لأولادهم. لقد واجهت هذه الممارسة انتقادًا لاذعًا وخاصةً من جانب العديد من التيارات اليسارية؛ على سبيل المثال، قامت مجلة آدباسترز بنشر العديد من المقالات الخاصة التي تهاجم هذه الممارسة.  بينما تدافع مدارس كثيرة عن هذه الممارسة، مشيرةً إلى أنها مصدر قيم للدخل، وتتيح الفرصة لتنفيذ برامج قد تنتهي بلا تمويل لولا هذه الممارسة.